# Джало, Матшу
Матшу Бобо Джало (порт. Matchoi Bobó Djaló; родился 10 апреля 2003 года в Алмада, Португалия) — португальский футболист, полузащитник клуба «Пасуш де Феррейра».
Матшу — сын бывшего португальского футболиста Бобо Джало.

## Клубная карьера
Джало — воспитанник клуба «Пасуш де Феррейра». 10 августа 2019 года в матче против дубля столичной «Бенфики» он дебютировал в Сангриш лиге.